# Zakrzewo (powiat wolsztyński)
Zakrzewo – wieś w Polsce położona w województwie wielkopolskim, w powiecie wolsztyńskim, w gminie Siedlec.
Pierwsze wzmianki o wsi pochodzą z 1320 roku.
W okresie Wielkiego Księstwa Poznańskiego (1815-1848) miejscowość wzmiankowana jako Zakrzewo należała do wsi większych w ówczesnym powiecie babimojskim rejencji poznańskiej. Zakrzewo należało do tuchorskiego okręgu policyjnego tego powiatu i stanowiło część majątku Chobienice, który należał wówczas do Konstancji Mielżyńskiej. Według spisu urzędowego z 1837 roku Zakrzewo liczyło 189 mieszkańców, którzy zamieszkiwali 22 dymy (domostwa).
Na początku XX wieku właścicielem majątku w Zakrzewie był Wincenty Wierzchowiecki.
W środkowej części miejscowości znajduje się pałac z 1910 r. otoczony niewielkim parkiem datowanym na XVIII wiek. Park oparty w dużej mierze na drzewostanie naturalnym posiada kilka drzew pomnikowych.
We wschodniej części wsi na wzgórzu stoi kościół św. Kazimierza. Znajduje się on na miejscu dawnej drewnianej kaplicy z XVII wieku. Na przylegającym do kościoła cmentarzu znaleźć można mogiły powstańców poległych podczas powstania wielkopolskiego w 1919.
W latach 1975–1998 miejscowość należała administracyjnie do województwa zielonogórskiego.